# Kościół św. Barbary w Głownie
Kościół Świętej Barbary – rzymskokatolicki kościół parafialny należący do dekanatu Głowno diecezji łowickiej.
Świątynia została wybudowana w latach 1928-1936. Projektantem budowli był architekt Wiesław Lisowski. Plac pod budowę świątyni został przekazany przez fabrykę Norblin, Bracia Buch i T. Werner. Prace budowlane zostały rozpoczęte w 1935 roku. Kościół został zbudowany z dobrowolnych ofiar ludności, robotników  fabryki Norblina, darowizn i pożyczek udzielanych przez tę fabrykę. Podczas okupacji hitlerowskiej zostały wstrzymane prace wykończeniowe. W ostatnich latach zostało wyremontowane wnętrze oraz elewacja świątyni.
Jest to murowany kościół halowy posiadający trzy ołtarze. Do 1952 roku był to świątynia filialna parafii w Dmosinie, natomiast od 1941 roku był to kościół rektoralny.